# Monthey
Monthey ist eine politische Gemeinde, eine Burgergemeinde und Hauptort des gleichnamigen Bezirks im Kanton Wallis in der Schweiz. Zur Stadt Monthey gehören auch das Dorf Choëx, die Weiler Outrevièze und Les Giettes, zwei Exklaven in der Gemeinde Collombey-Muraz sowie eine im Quellgebiet der Vièze de Morgins. Die Stadt selber liegt am Fluss Vièze, der hier in die Rhone mündet, und gehört zum Schweizer Teil der Landschaft Chablais.

Historisches Luftbild von Werner Friedli von 1949

## Geographie
Monthey liegt an der Rhone, die im Nordosten die Gemeindegrenze bildet und in welcher die Grenze des Wallis zum Kanton Waadt verläuft. Die Nachbargemeinden sind Collombey-Muraz, Troistorrents, Vérossaz, Massongex, Bex und Ollon. Eine Exklave Montheys (En Tey-La Tovassière) befindet sich rund 10 km südwestlich vom Stadtzentrum. Dieser oberste Teil des Val de Morgins grenzt an die Gemeinden Troistorrents und Val-d’Illiez sowie an Frankreich. Der höchste Punkt Montheys, die Pointe de Chésery mit 2249 m ü. M., befindet sich in dieser Exklave. Zwei weitere Exklaven (Fonnalet-Gotte und Rigoles de Monthey) liegen im Gebiet der Gemeinde Collombey-Muraz. Der tiefste Punkt des Gemeindegebiets von Monthey liegt an der Rhône mit 390 m ü. M.
Im Gebirge liegt der See Lac de Chésery.

## Geschichte
Die frühesten archäologischen Bodenfunde auf dem Stadtgebiet stammen aus der Bronzezeit. Neben eisenzeitlichen Grabstellen sind in Monthey ausserdem ein Gutshof und Begräbnisse aus der Römerzeit bekannt.
Der im Hochmittelalter gegründete Ort stand seit dem 11. Jahrhundert unter der Herrschaft des Hauses Savoyen und wurde von Viztumen und Hausmeiern verwaltet. Der Ortsname ist in den ältesten Dokumenten als Montheil überliefert und wird in späteren Quellen Montez, Monteyz und Montelz geschrieben. Der Name kommt vom Hügel, auf welchem sich die alte Burg von Monthey befand.
Von 1536 bis 1798 übten Oberwalliser Landvögte die Herrschaft aus. 1809 wurde eine neue Brücke über die Vièze gebaut.
1821 entstand der erste Industriebetrieb in Monthey, eine Glasfabrik. Nördlich der Stadt befanden sich seit dem 19. Jahrhundert mehrere Steinbrüche. Im 20. Jahrhundert entwickelte sich Monthey zur wichtigsten Industriestadt des Kantons Wallis. Im Industriegebiet befindet sich die Westschweizer interkantonale Berufsschule für Chemie.
Die Arbeiter begannen sich zu organisieren und auch in Monthey hatte der Anarchismus Zulauf, als dessen libertärer Animator Clovis Pignat bekannt war. 1907 fand in Monthey der erste Umzug zum Ersten Mai statt. 1908 wurde der Arbeiterverein Union ouvrière de Monthey gegründet, der ab September 1909 mit der von Pignat und Benjamin Caillet-Bois geleiteten Wochenzeitung La Justice die erste sozialistische Zeitung des Wallis herausgab.
Auch das 1904 gegründete Le Bas-Valaisan von Fidèle Allégra erschien in Monthey. Es entwickelte sich vom unpolitischen Lokalblatt zum kämpferischen Antiklerikalismus und gab sich den neuen Namen Le Simplon, journal radical. Die Zensur machte der Zeitung am 23. November 1907 ein Ende. Allégra blieb als Anarchosyndikalist aktiv. Die Jahre 1907 bis 1910 brachten dem Unterwallis mehrere Streiks.

## Bevölkerung
| Bevölkerungsentwicklung | Bevölkerungsentwicklung | Bevölkerungsentwicklung | Bevölkerungsentwicklung | Bevölkerungsentwicklung | Bevölkerungsentwicklung | Bevölkerungsentwicklung | Bevölkerungsentwicklung | Bevölkerungsentwicklung | Bevölkerungsentwicklung | Bevölkerungsentwicklung | Bevölkerungsentwicklung |
| ----------------------- | ----------------------- | ----------------------- | ----------------------- | ----------------------- | ----------------------- | ----------------------- | ----------------------- | ----------------------- | ----------------------- | ----------------------- | ----------------------- |
| Jahr                    | 1329                    | 1422                    | 1850                    | 1900                    | 1950                    | 1970                    | 2000                    | 2010                    | 2012                    | 2014                    | 2016                    |
| Einwohner               | 82 Feuerstätten         | 56                      | 1841                    | 3392                    | 5608                    | 10114                   | 13933                   | 16408                   | 16880                   | 17409                   | 17573                   |

## Politik
- Grüne: 5
- SP–Gauche Citoyenne: 12
- CVP: 12
- FDP: 20
- Entente: 5
- SVP: 6

Sitzverteilung des Generalrats (2021–2024)

### Stadtparlament
Der Generalrat (conseil géneral) von Monthey ist die Legislative und besteht aus 60 Mitgliedern. In der Legislaturperiode 2021–2024 setzt er sich gemäss der nebenstehenden Grafik zusammen.

### Stadtregierung
Die Exekutive der Stadt Monthey, der Conseil municipal, besteht aus neun Mitgliedern. Die parteipolitische Zusammensetzung für die Legislaturperiode 2021–2024 ist folgendermassen: FDP 3, CVP 3, SP 2, Entente 1.
Stadtpräsident ist Stéphane Coppey (CVP, Stand 2020).

### Nationalratswahlen
Bei den Schweizer Parlamentswahlen 2023 betrugen die Wähleranteile in Monthey: FDP 26,1 %, SP 21,7 %, SVP 20,2 %, Die Mitte 18,9 %, Grüne 8,7 %, PdA 2,4 %, glp 2,1.

### Partnerschaften
Partnergemeinden von Monthey sind
- Diekirch in Luxemburg, seit 1954
- Ivrea in Italien, seit 1954
- Tübingen in Deutschland, seit 1959

Industriegebiet der chemischen Industrie bei Monthey

- Göd in Ungarn, seit 2007

## Wirtschaft
Monthey ist ein wichtiger Industriestandort im Kanton Wallis. Es gibt viele Chemiefabriken: die wichtigsten sind BASF, Syngenta und Cimo, ein Joint-Venture der beiden erstgenannten Firmen; Cimo baute eine Rohrleitungsbrücke über die Rhone, um die Industriefirmen mit Energie versorgen zu können. Das Maschinenbauunternehmen Giovanola, das seit 1888 unter anderem Fahrgeschäfte, Achterbahnen und Seilbahnen baute, musste im Jahr 2004 wegen Zahlungsunfähigkeit aufgeben. Das Ingenieurunternehmen Bolliger & Mabillard konstruiert seit 1988 weltweit Achterbahnen. In Monthey befindet sich weiter die Kehrichtverbrennungsanlage Satom SA. Eine Erdölraffinerie im benachbarten Collombey wurde 2015 geschlossen.

### Altlasten
Im Grundwasser rhoneabwärts des Chemiestandorts Monthey und in der Nähe einer stillgelegten Trinkwasserfassung wurden Rückstände von PFAS gefunden. Die Ursache der Verschmutzung wird in PFAS-haltigem Löschschaum (AFFF) vermutet, mit welchem die Betriebsfeuerwehr der Chemiewerke von den 1970er-Jahren bis in die 2000er trainierte. Eine Sanierung des stark belasteten Standortes ist vorgesehen. 2022 wurde die Fischerei im Stockalperkanal auf unbestimmte Zeit verboten, da die Fische mit PFAS belastet waren. 2023 kam eine Studie der Ärztinnen und Ärzte für Umweltschutz (AefU) zum Schluss, dass die Walliser Behörden bedeutend besser mit der Verschmutzung durch Benzidin umgehen, als diese der beiden Basel, etwa im Klybeckareal.

## Verkehr
Die SBB-Bahnstrecke Saint Gingolph – St. Maurice und die Schmalspurbahn Chemin de fer Aigle–Ollon–Monthey–Champéry (AOMC) passieren die Stadt. Neben dem Bahnhof Monthey der SBB hat die AOMC 750 Meter südöstlich davon den eigenen Bahnhof Monthey-Ville. Mit den Zügen der AOMC und mit Privatwagen ist das nahe liegende Skigebiet „Portes du Soleil“ in ca. 30–45 Minuten zu erreichen. Vom Bahnhof Monthey aus ist das grosse Industriegebiet östlich der Stadt mit zahlreichen Werkgleisen erschlossen.
Die Autobahn A9 verläuft in der Nähe von Monthey, am gegenüberliegenden Ufer der Rhone, und hat zwei Anschlüsse in der Region. Bei Monthey führen eine Strassenbrücke und zwei Passerellen über den Fluss. Die Hauptstrasse 21, die von Saint-Gingolph über Martigny zum  Grossen St. Bernhard führt, durchquert das Zentrum der Stadt und passiert auf einer neuen Strassenbrücke neben der historischen Holzbrücke die Vièze. Die Zufahrtstrasse in das Val d’Illiez führt vom Autobahnzubringer seit 2003 durch den Tunnel de Collombey und umgeht so das Zentrum der Stadt.

## Sport
1910 wurde der Fussballclub FC Monthey gegründet.
Das sportliche Aushängeschild der Stadt ist der zweifache Basketballmeister BBC Monthey.

## Kultur

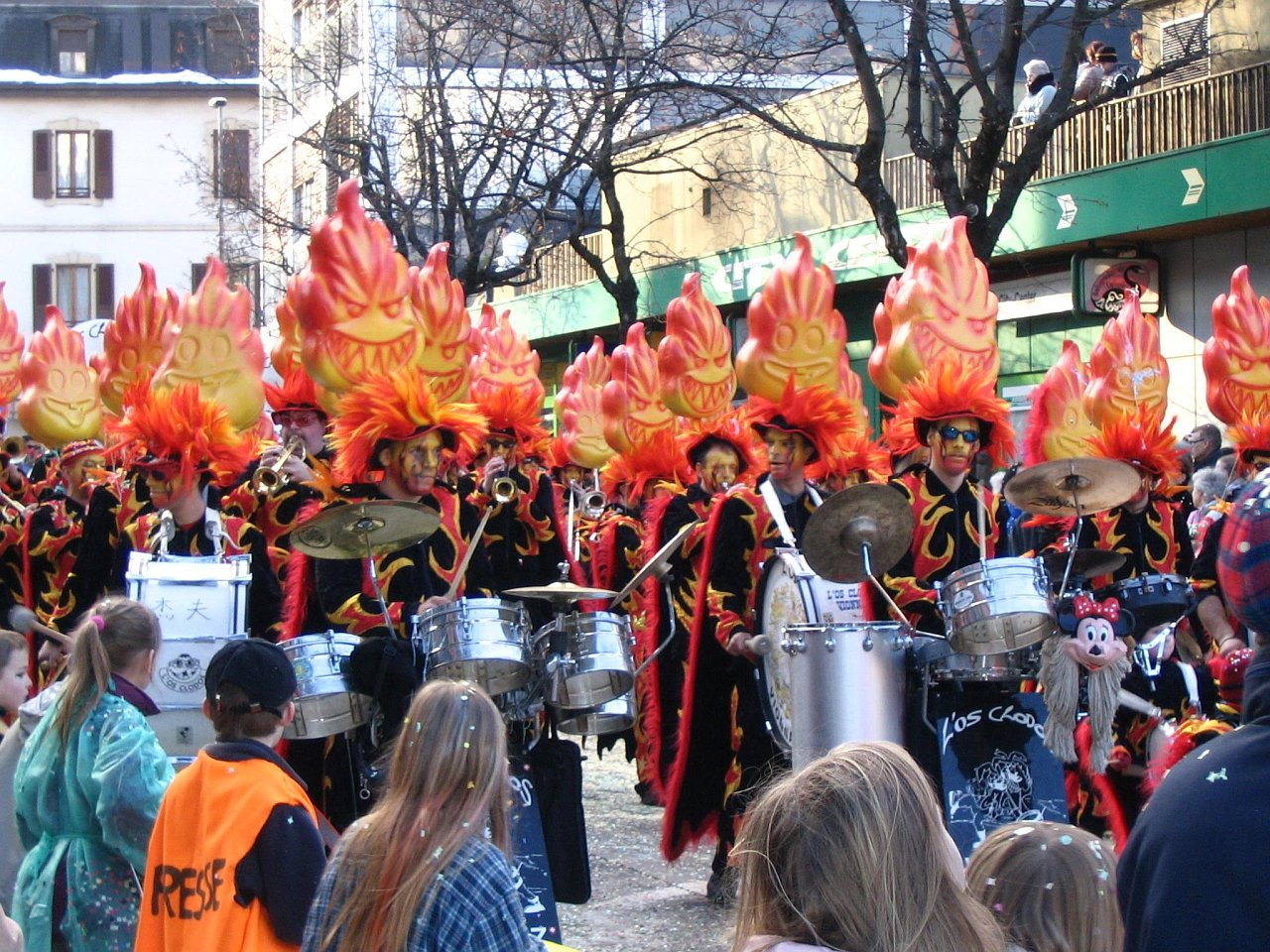
Guggenmusik beim
Carneval de Monthey

Monthey ist über die Region hinaus für seinen Karneval bekannt, der nach den Aktivitäten in Basel und Luzern zu den grössten Fasnachtsveranstaltungen gehört und jedes Jahr Guggenmusiken aus allen Kantonen anzieht.

## Sehenswürdigkeiten
Die katholische Pfarrkirche Notre-Dame-de-l'Immaculée-Conception ist eine klassizistische, dreischiffige Basilika mit giebelbekröntem Portikus, die 1851 bis 1855 von Emile Vuilloud errichtet wurde. Dekor und Mobiliar stammen aus dem 19. bis 20. Jahrhundert.
An der Rue du Château steht das Neue Schloss, das im 15. Jahrhundert erstmals erwähnt und von 1663 bis 1664 von den Oberwalliser Landvögten gänzlich neu erbaut wurde. Der Bau, der einen mittelalterlichen Turm miteinbezieht, besteht aus drei um einen Arkadenhof angelegten Gebäudetrakten.
Das Zeughaus, ein weiterer ehemaliger Turm aus dem Mittelalter, der im 17. Jahrhundert umgestaltet wurde, steht an der Rue de Bourg-aux-Favres.
An der Place de l’Hôtel de Ville befindet sich die barocke Kapelle Notre-Dame-du-Pont, ein Gebäude über ovalem Grundriss mit Vorhalle, das 1775 neu erbaut wurde. Im Innern befindet sich ein Rokokoaltar mit Pietà aus dem 15. Jahrhundert.
Eine gedeckte Holzbrücke aus dem Jahre 1809 führt über den Fluss Vièze. Dort beginnt ein Wanderweg durch die Schlucht, der an einer 100 m langen Hängebrücke endet.
Am rechten Brückenkopf ist die vom Bildhauer J. Casanova 1917 geschaffene Figur „Entfesselte Vièze“ zu sehen.
Das Haus Delacoste, das im 17. Jahrhundert für Bischof Hildebrand Jost über einem ehemaligen Wehrbau errichtet wurde, steht an der Rue du Commerce.

Findling Pierre des Marmettes

Le Crochetan an der Avenue du Crochetan 10–12 ist ein ehemaliger Wehrbau, der bis 1875 im Besitz der Familie Du Fay war. Vom mittelalterlichen Gebäude sind die Ringmauer mit zwei Ecktürmen und ein Tor mit Wehrerker erhalten. Der Wohntrakt stammt aus dem Jahre 1734.
In Monthey steht einer der grössten Gletscherfindlinge der Schweiz, die Pierre des Marmettes. Der mächtige Stein und die vielen anderen Findlinge am westlichen Berghang, die von der alten Seitenmoräne des Rhonegletschers stammen, geben ein gutes Bild von der Dimension des Gletschers in der letzten Eiszeit. Grosse Findlinge sind auch die Pierre à Dzo und die Pierre à Muguet. Der Schutz der bedeutenden Findlinge war ein zentrales Vorhaben der frühen Naturschutzbewegung in der Schweiz. Die Gruppe der glazialen Relikte ist deshalb unter der Bezeichnung Blocs erratiques au-dessus de Monthey et de Collombey im Bundesinventar der Landschaften und Naturdenkmäler von nationaler Bedeutung mit der Sachnummer 1709 aufgeführt.

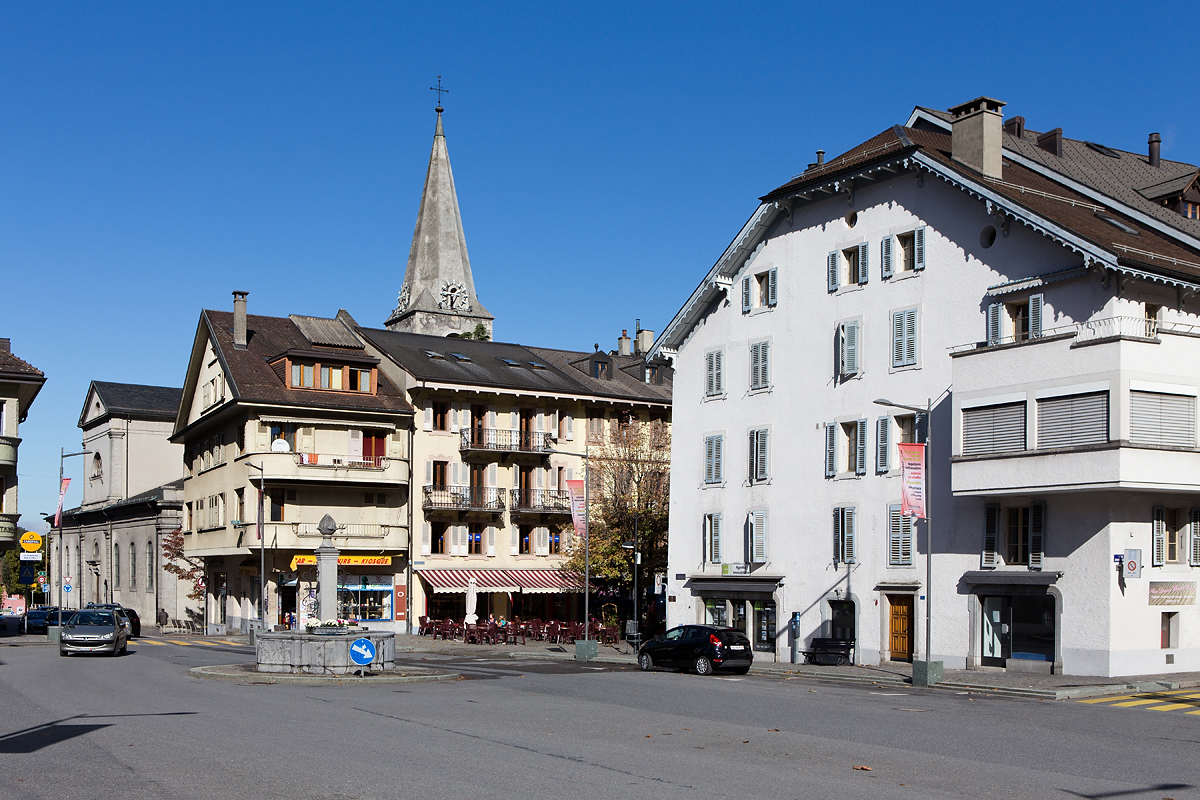
Zentraler Platz und Kirche
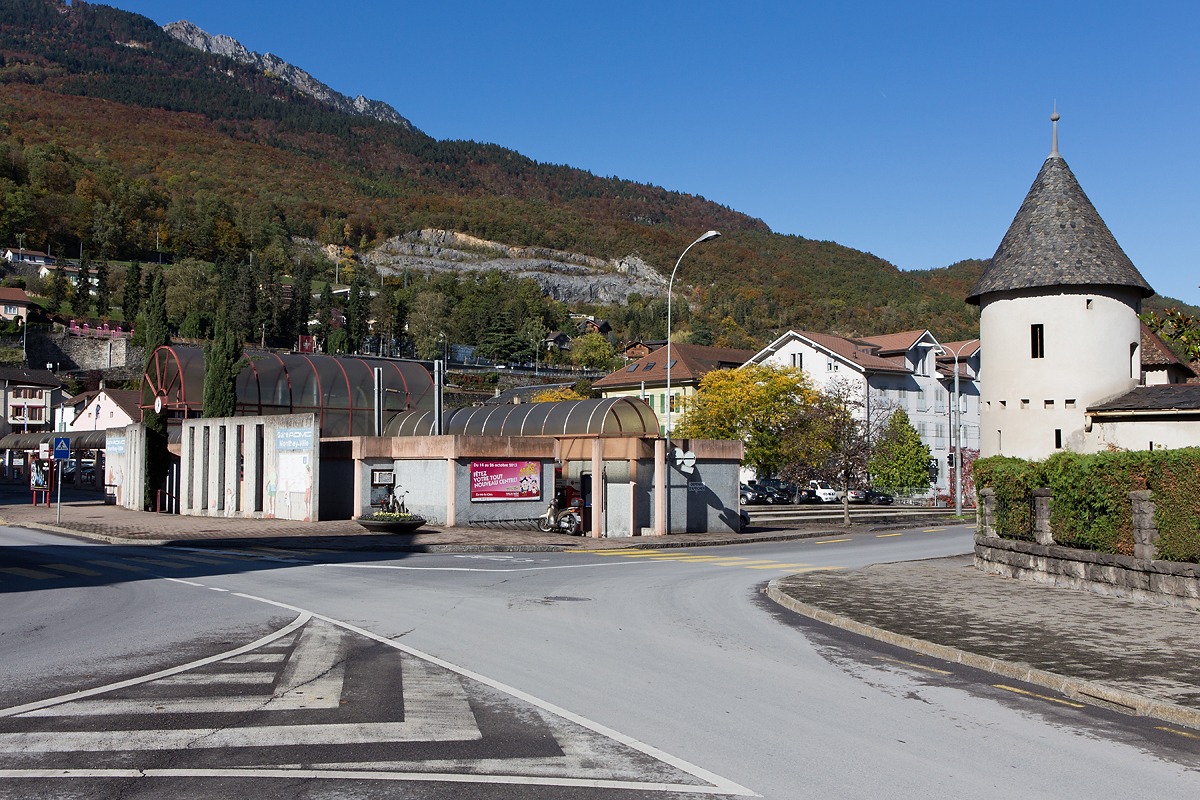
Stadt-Bahnhof
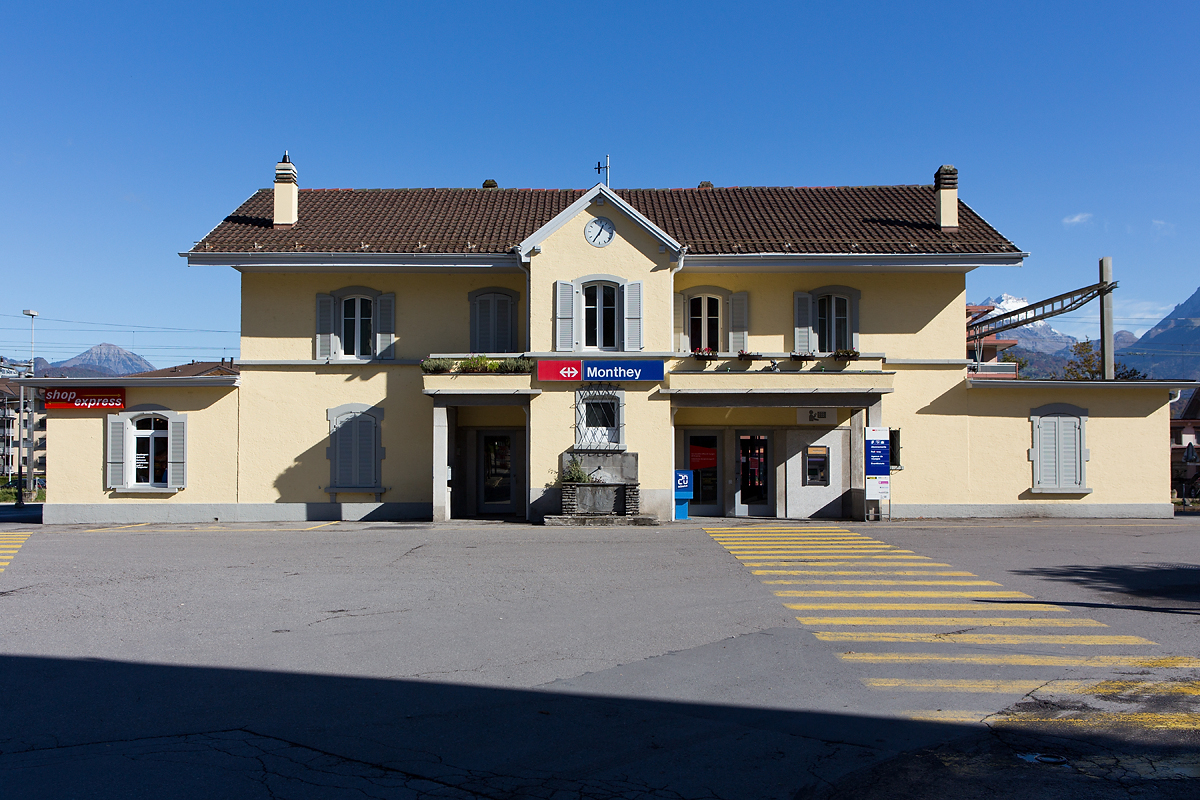
Bahnhof SBB
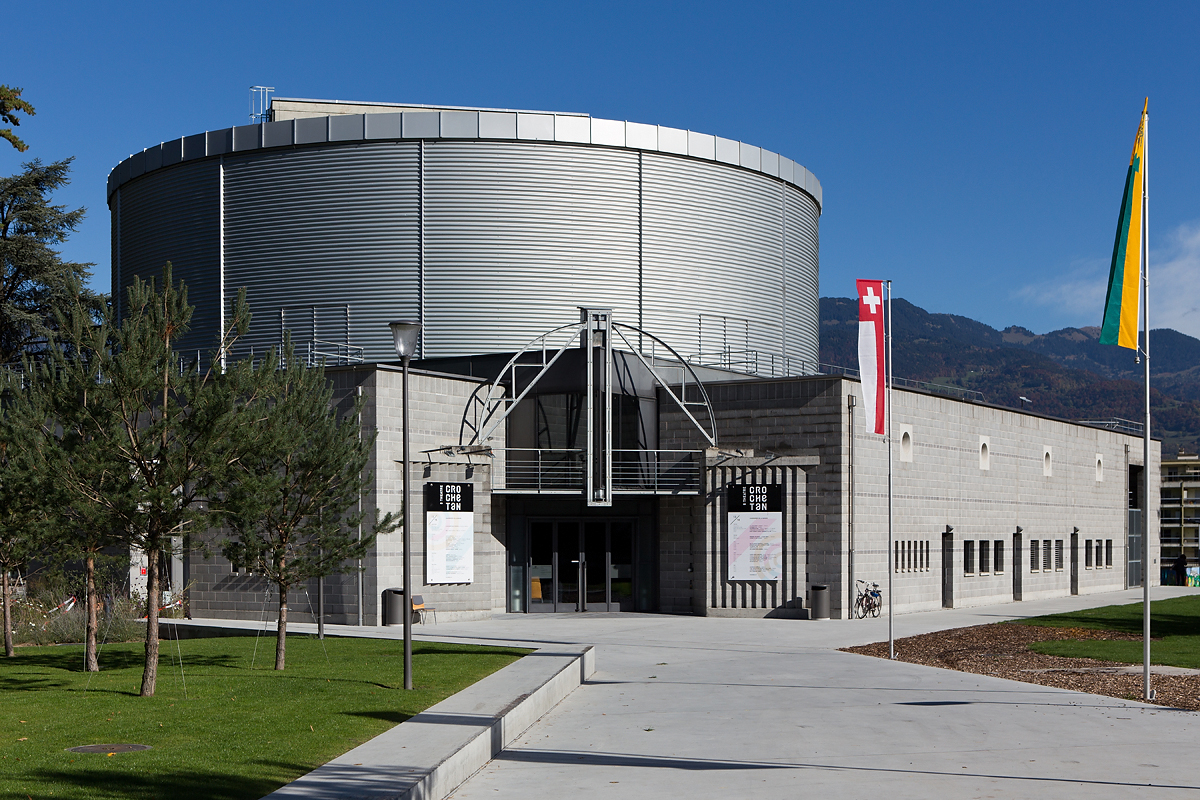
Theater Crochetan
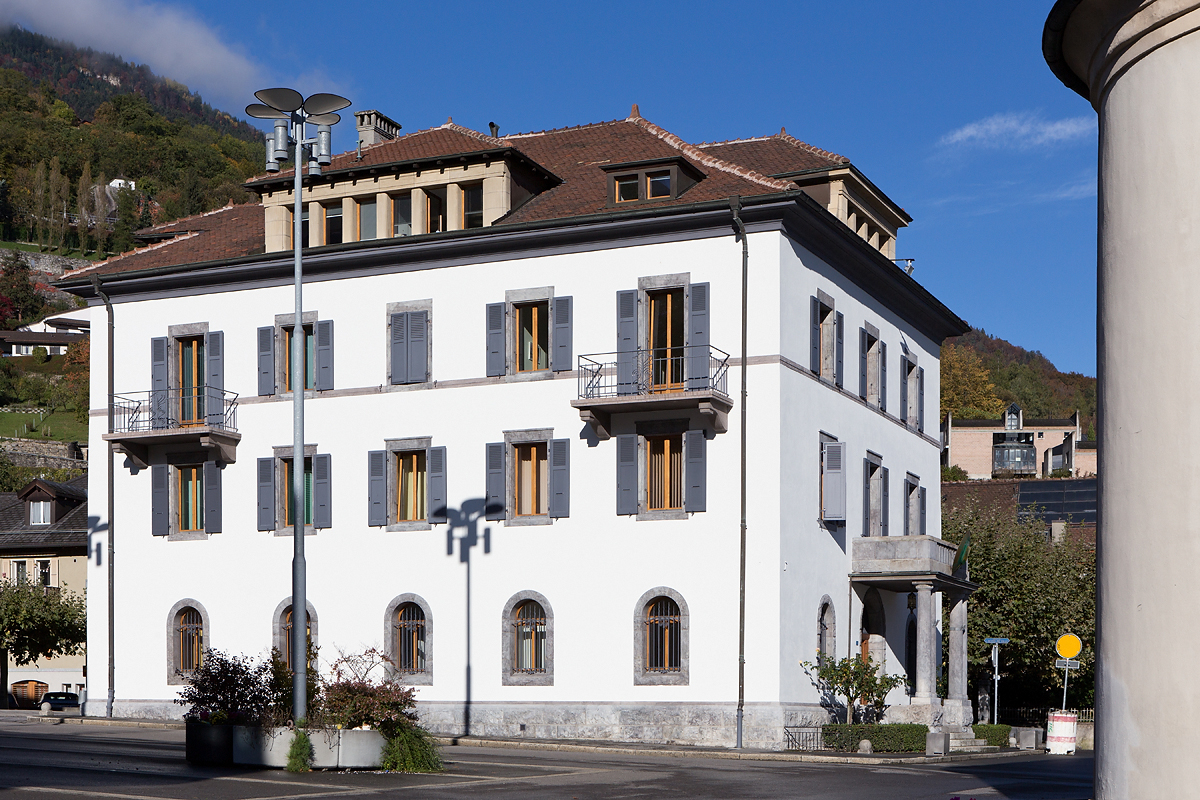
Rathaus
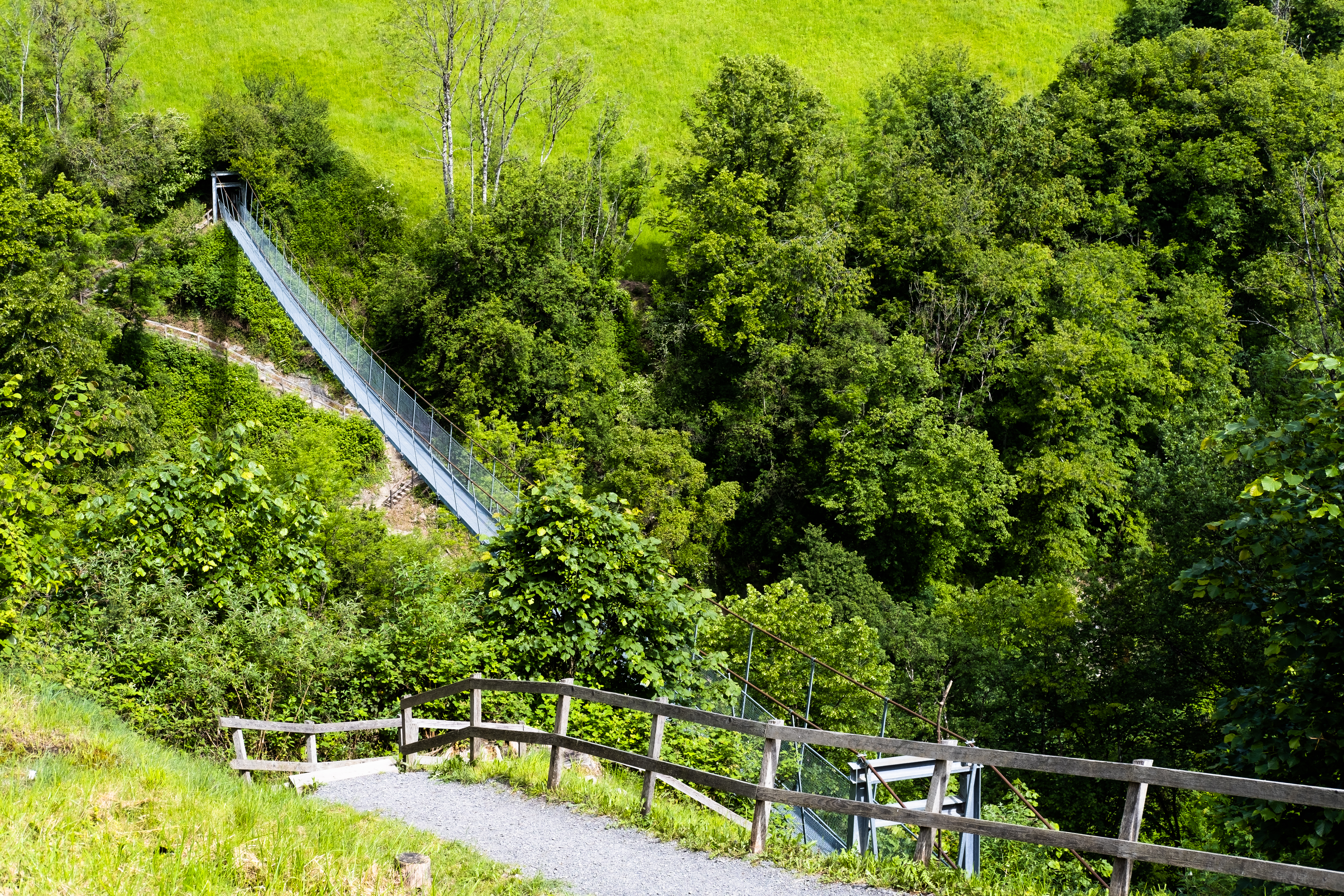
Hängebrücke über die Vièze-Schlucht

## Persönlichkeiten
- Franz Joseph Burgener (1697–1767), Landvogt von Monthey (1727–1729)
- Anton de Augustini (* 4. August 1743 in Macugnaga; † 18. Juni 1823 in Leuk), Advokat und Notar, Landvogt von Monthey, Mitglied des provisorischen Direktoriums des Wallis, Mitverfasser des Walliser Straf- und Zivilgesetzbuchs, Mitglied des Helvetischen Direktoriums[17]
- Adrien-Félix Pottier (1792–1855), Politiker
- Joseph Torrent (1795–1885), Politiker
- Adrien Jardinier (1808–1901), römisch-katholischer Geistlicher, Bischof von Sitten
- Jean Tamini (1919–1993), Fussballspieler
- Pierre Reichenbach (1926–2020), Historiker
- Pierre Mariétan (1935–2025), Komponist
- Philippe Pottier (1938–1985), Fussballspieler
- Jean-Luc Benoziglio (1941–2013), Schriftsteller
- Rosemarie Antille (* 1949), Politikerin
- André Raboud (* 1949), Bildhauer und Kunstpädagoge
- Bernard Gavillet (1960–2024), Radrennfahrer
- Anne-Lou Steininger (* 1963), Schriftstellerin
- André Simonazzi (1968–2024), Vizekanzler und Bundesratssprecher
- Guillaume Nantermod (* 1975), Snowboarder
- Isaac Pante (* 1981), Schriftsteller und Sprachwissenschaftler
- Steve Morabito (* 1983), Radrennfahrer
- Tristan Marguet (* 1987), Radrennfahrer
- Steve Rouiller (* 1990), Fussballspieler
- Dave Sutter (* 1992), Eishockeyspieler
- Ralph Boschung (* 1997), Autorennfahrer
- Denis Darbellay (* 1998), thailändisch-schweizerischer Fussballspieler
- Berkan Kutlu (* 1998), schweizerisch-türkischer Fussballspieler
- Kyshawn George (* 2003), schweizerisch-kanadischer Basketballspieler